# Toshio Takabayashi
Toshio Takabayashi (高林 敏夫, Takabayashi Toshio, né le 15 novembre 1953) est un footballeur japonais.